# Catascopia
Catascopia – rodzaj słodkowodnych ślimaków nasadoocznych (Basommatophora) z rodziny błotniarkowatych (Lymnaeidae). Zostały do niego wyodrębnione 4 gatunki, zaliczane wcześniej do rodzaju Stagnicola:
- Catascopia catascopium
- Catascopia emarginata
- Catascopia elodes
- Catascopia occulta

Podstawą do utworzenia tego rodzaju są uderzające rozbieżności w długości par zasad sekwencji ITS-2 rDNA. Gatunkiem typowym rodzaju jest Lymnaea catascopium. 
Trzy pierwsze z wymienionych gatunków występują w Ameryce Północnej, a Catascopia occulta w Europie, w tym w Polsce.
Odróżnienie poszczególnych gatunków z rodzajów Catascopia i Stagnicola na podstawie budowy muszli nie jest pewne. W celu ich oznaczenia konieczne jest porównanie cech budowy anatomicznej.